# Histerectomia

Diferença entre histerectomia parcial, total e radical.

Histerectomia é uma operação cirúrgica da área ginecológica que consiste na remoção do útero. A histerectomia é quando se retira o corpo e o colo do útero. Por vezes, esta cirurgia é acompanhada da remoção simultânea dos ovários e trompas (histerectomia total com anexectomia bilateral ou histerectomia radical).

## Procedimento cirúrgico
Existem três formas de histerectomia:
- Histerectomia abdominal - é feita através de uma incisão no abdomen, por onde se retira o útero.
- Histerectomia vaginal - é feita através de uma operação através da vagina, por onde se retira o útero.
- Vídeo-laparoscopia - é a histerectomia onde a cirurgia é realizada por pequenos orifícios de 5 a 10 mm no abdome e a retirada do útero é feita pela vagina.

## Necessidade da histerectomia
Este procedimento é feito para muitas condições, mas apenas caso não haja outra opção menos invasiva e barata de tratamento. Os motivos mais comuns incluem: 
- Adenomiose e outras endometrioses severas que não melhoraram com outros tratamentos;
- Câncer de útero, câncer de endométrio na maioria das vezes;
- Câncer cervical ou displasia do cérvix, que possa levar ao câncer;
- Câncer de ovário;
- Dor pélvica crônica (longo prazo) que não melhorou com outros tratamentos;
- Hemorragia vaginal frequente e prolongada que não melhorou com outros tratamentos;
- Deslizamento severo do útero na vagina (prolapso uterino);
- Fibromioma uterino (leiomioma);
- Sangramento incontrolável durante ou após o parto, geralmente por problemas com a placenta;
- Em cirurgia de redesignação sexual (feminino para masculino);
- Placenta percreta;
- Em alguns casos, por complicações decorrente de miomas;
- Em situações específicas, em casos de complicações em uma gravidez ectópica.

As condições malignas requerem uma histerectomia abdominal total com salpingectomia (retirada de trompas) e ooforectomia (retirada de ovários) de ambos lados.

## Efeitos colaterais
O Colégio Norte Americano de Obstetras e Ginecologistas estima que 25 a 50% das pacientes submetidas a uma histerectomia terão uma ou mais complicações, embora de pequeno porte ou reversíveis. Como qualquer outro tipo de cirurgia, a histerectomia tem risco de hemorragia, lesão das áreas próximas, coágulos, infecção, reação alérgica e morte de cerca de 0,1% a 0,6% das pacientes em até 40 dias após a cirurgia. 
Riscos específicos incluem: 
- Elimina a possibilidade de engravidar.
- Lesões ao intestino, à bexiga, ureteres (fino tubo que liga o rim à bexiga, levando a urina).
- Sangramento vaginal.
- Dor pélvica crônica.
- Menopausa precoce.
- Diminuição do prazer sexual.

O útero também produz uma substância chamada prostaciclina, que é responsável pela inibição da formação de coágulos sanguíneos. Em virtude disto, a remoção do útero pode deixar a mulher mais sujeita a ter tromboses e pode ser um fator de aumento do risco de um infarto.
Se os ovários são retirados, a mulher perde sua fonte do hormônio feminino estrogênio. As mulheres que não podem se submeter a terapia de reposição hormonal, terão uma menopausa instantânea e terão uma chance aumentada de desenvolver osteoporose e infartos cardíacos.
Mesmo entre as pacientes que não tiveram seus ovários retirados, muitas mulheres relatam sintomas como: fadiga, ganho de peso, dores articulares, alterações urinárias e depressão, após uma histerectomia.

## Prevalência
Em países desenvolvidos, 85% dos casos não tem complicações, mesmo com 20% a 30% das mulheres de 60 anos já terem passado essa cirurgia. Na maioria das vezes a cirurgia é feita entre os 40 e 60 anos. O número de laparoscopias tem aumentado e o número relativo de histerectomias tem diminuído conforme novos tratamentos para endometriose, leiomioma e prolapso uterino.
Aproximadamente 35% das mulheres após a histerectomia passam por outra cirurgia relacionada dentro de 2 anos. A mortalidade é de 0,1 a 0,6%, sendo maiores os riscos em mulheres com câncer mais tardio e em grávidas. 

## Cuidados de enfermagem na histerectomia

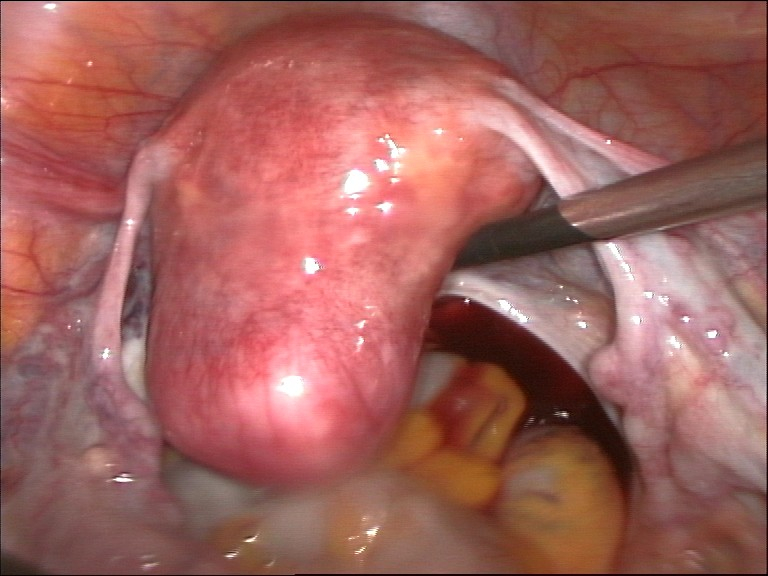
Útero humano antes da retirada.

### Pré-operatório
- O profissional de enfermagem deve  preparar a paciente para a realização de exames físicos e laboratoriais;
- Ficar atento aos sinais vitais e dar  apoio psicológico;
- Verificar roupa cirúrgica (de acordo com a instituição);
- Antissepsia da pele, tricotomia, jejum e preparo intestinal.

### Intraoperatório
Constitui-se no conjunto de medidas que inicia-se no ato de entrada da paciente no centro cirúrgico, até ao término da cirurgia. Dentre as quais: receber o paciente; punção venosa de grosso calibre, verificar pressão arterial e pulso, realizar cateterismo vesical de demora (sonda de Foley de preferência n° 18), preparar o paciente para anestesia sentando-o; após anestesia, realizar antissepsia.

### Pós-operatório imediato
- Transportar o paciente e mantê-lo em decúbito dorsal;
- Verificar os sinais vitais de duas em duas horas;
- Observação constante;
- Atenção a hemorragias;
- Apoio emocional ao paciente;
- Observar nível de consciência;
- Aquecer o paciente, de acordo com suas necessidades;
- Instalar balanço hídrico.

### Pós-operatório tardio
- Controlar e anotar parâmetros vitais de acordo com evolução clínica do paciente e/ou prescrição médica;
- Controle da hidratação venosa;
- Mudança de decúbito;
- Prestar higiene;
- Trocar o curativo de 12 em 12 horas (de acordo com a prescrição do enfermeiro-chefe).

- Ficar atento ao aparecimento de alterações como:
  - Dor;
  - Alteração da temperatura;
  - Náuseas e vômitos;
  - Sede;
  - Soluços;
  - Choque;
  - Alterações urinárias.

- Aconselha o paciente a retornar ao hospital em caso de:
  - Febre persistente;
  - Vômitos incessantes;
  - Dor forte no abdome que não passe com a medicação prescrita pelo médico;
  - Secreção fétida na ferida da operação ou vermelhidão, calor ou sangramentos;
  - Grandes sangramentos (maiores do que os da menstruação).